# Number One (OxTの曲)
『Number One』（ナンバーワン）は、OxTの6作目のシングル。2018年1月17日にポニーキャニオンより発売された。

## 概要
前作『One Hand Message』から約1年ぶりにリリースされた。
表題曲は舞台『ダイヤのA The Live V』主題歌として、カップリング曲は同舞台の挿入歌として書き下ろされた。
2枚目のアルバム『REUNION』には表題曲のリミックスバージョンが収録されている。

## 収録曲
| #         | タイトル                                            | 作詞      | 作曲      | 編曲      | 時間  |
| --------- | --------------------------------------------------- | --------- | --------- | --------- | ----- |
| 1.        | 「Number One」(舞台『ダイヤのA The Live V』主題歌)  | 大石昌良  | 大石昌良  | 大石昌良  | 3:59  |
| 2.        | 「HOME GROUND」(舞台『ダイヤのA The Live V』挿入歌) | 稲葉エミ  | Tom-H@ck  | KanadeYUK | 4:41  |
| 3.        | 「Number One」(Instrumental)                        |           |           |           | 3:59  |
| 4.        | 「HOME GROUND」(Instrumental)                       |           |           |           | 4:39  |
| 合計時間: | 合計時間:                                           | 合計時間: | 合計時間: | 合計時間: | 17:18 |